# Рункульський (струмок)
Рункульський — струмок  в Україні, у  Тячівському районі Закарпатської області, лівий доплик Великої Угольки (басейн Дунаю).

## Опис
Довжина струмка приблизно 4 км. Формується з багатьох безіменних струмків.

## Розташування
Бере  початок на південних схилах гірської вершини Рункул. Тече переважно на північний захід через село Велику Угольку і впадає у річку Велику Угольку, ліву притоку Тереблі.